# Имидазол
Имидазол је хетероциклично, ароматично органско једињење. Касније је сврстан у групу алкалоида. С обзиром да си азоли група једињења код којих је макар један хетероатом азот, онда се имидазол може сврстати и у ту групу једињења.
Овај прстенасти систем је веома важна биолошка компонента која улази у састав хистидина и хистамина. 
Имидазол може да има базна својства ( = 7.0), као и слабо кисела ( = 14.5), односно има амфотеран карактер. 
Постоји у два таутомерна облика са водониковим атомом на једном или другом атому азота. Због тога су, на пример, 4-, односно 5-метилимидазол у ствари једно те исто једињење. 
Многе дроге садрже имидазолов прстен.
Хетероциклични молекул диамина, засићен са два атома водоника, који кореспондира молекулу имидазола назива се имидазолин и има хемијску формулу .

## Особине
| Особина                  | Вредност |
| ------------------------ | -------- |
| Број акцептора водоника  | 1        |
| Број донора водоника     | 1        |
| Број ротационих веза     | 0        |
| Партициони коефицијент ( | -0,3     |
| Растворљивост (logS, log(mol/L))        | 0,3      |
| Поларна површина (PSA, Å2)  | 28,7     |